# البحرية الفرنسية
القوات البحرية الفرنسية، رسميا البحرية الوطنية («البحرية الوطنية») وغالبا ما تدعى لا رويال هي الذراع البحري للجيش الفرنسي [2]. وهو يتضمن مجموعة كاملة من سفن القتال، من زوارق دورية لحاملة طائرات تعمل بالطاقة النووية و10 غواصات تعمل بالطاقة النووية، أربعة منها هي قادرة على إطلاق صواريخ باليستية عابرة للقارات. تهجير ما مجموعه البحرية (2002) تقريبا. 490000 طن، [3] جعل واحدة تابعة للبحرية الفرنسية من أكبر الشركات في العالم.
شعاره هو الشرف، باتري، Valeur والانضباط («الشرف والوطن، الشجاعة والانضباط») وهذه الكلمات وجدت على سطح كل سفينة في الأسطول.

## التاريخ
ومن المعروف بمودة البحرية الفرنسية ورويال لوس انجلوس («رويال»). وقال البعض الآخر بعض نظريات أنه لتمسكه التقليدية إلى النظام الملكي الفرنسي، قبل أن يجري المسمى «الوطني» قد يدعى البحرية «رويال»، أو ببساطة بسبب موقع لمقرها؛ ليست هي السبب معروف «شارع رويال» في باريس (metonyms مماثلة تشمل ماتينيون لرئيس الوزراء الفرنسي، كاي أورسيه وزارة الخارجية الفرنسية، لا Coupole («القبة») للأكاديمية الفرنسية، وغيرها). لم يكن الرياضة البحرية الملكية عناوين مشتركة مع القوات البحرية الأوروبية الأخرى مثل القوات البحرية الملكية البريطانية.

### العصور الوسطى
كانت كلها تقريبا تتألف الأساطيل في العصور الوسطى، في فرنسا كما في غيرها من السفن التجارية المجندين في الخدمة البحرية في زمن الحرب. ولكن يمكن تتبع جذور البحرية الفرنسية يعود إلى العصور الوسطى، عندما، في معركتها الأولى، فإنه هزمت البحرية الإنجليزية في Arnemuiden، [4] في 23 سبتمبر 1338. كانت هذه المعركة أيضا أول معركة بحرية باستخدام المدفعية. [5]

### القرن 17
وأصبحت القوات البحرية أداة للسلطة وطنية متسقة في جميع أنحاء القرن السابع عشر مع لويس الرابع عشر. تحت وصاية «الملك الشمس» كانت البحرية الفرنسية ممولة جيدا ومجهزة، وتمكنت من تسجيل انتصارات عدة في وقت مبكر في الحرب تسع سنوات ضد القوات البحرية الملكية والقوات البحرية الهولندية. متاعب مالية، ومع ذلك، أجبرت القوات البحرية إلى الميناء وسمحت للالانكليزية والهولندية لاستعادة المبادرة. قبل تسع سنوات الحرب، في الحرب الفرنسية الهولندية، تمكنت من احراز نصر حاسم على أسطول الإسبانية الهولندية مجتمعة في معركة باليرمو

### القرون 19 ومطلع 18
شهد القرن الثامن عشر بداية للهيمنة البحرية الملكية، والتي تمكنت من إلحاق عدد كبير من الهزائم على الفرنسيين. ومع ذلك، واصلت قوات البحرية الفرنسية ليسجل نجاحات مختلفة، كما هو الحال في حملات الولايات المتحدة في المحيط الأطلسي بواسطة MOTTE Picquet دي لوس انجليس. في 1766، قاد بوغانفيل في الطواف الفرنسية الأولى.
خلال الحرب الثورية الأميركية لعبت البحرية الفرنسية دورا حاسما في دعم الجانب الأمريكي. في جهد مؤثرة جدا، تمكنت الفرنسية تحت دي جراس لهزيمة الأسطول البريطاني في معركة تشيسابيك في 1781، وبالتالي ضمان أن القوات البرية الأمريكية فرانكو سيفوز في معركة يوركتاون الجارية. وشاركت السفن الحربية الفرنسية في معركة بقذف القوات البرية البريطانية.
في الهند، وشنت حملات ضد Suffren البريطاني (1770-1780)، معتبرا بنجاح من اجل التفوق ضد نائب الأميرال السير إدوارد هيوز. في البحر الأبيض المتوسط، شنت القوات البحرية الفرنسية في حملة بحرية خلال الغزو الفرنسي لمصر 1798. التهرب من ملاحقة أسطول بريطاني تحت قيادة الأميرال هوراشيو نلسون الأسطول الفرنسي، ويتألف من مئات السفن وتحمل 30000 جندي، استولت مالطا قبل الاستمرار في مصر، حيث تولى الفرنسي الإسكندرية. القوات الفرنسية في وقت لاحق سار الداخلية في حين أن أسطول راسية في خليج أبو قير. مجموعة نيلسون عندما اكتشف الموقع في الأسطول الفرنسي، وتبحر في خليج أبو قير للهجوم وأمر على الفور. في معركة لاحقة من النيل، هزم الفرنسيين، وإنهاء القوة البحرية الفرنسية في دول متوسطية أخرى، وتشجيع للانضمام إلى الائتلاف الثانية والذهاب إلى الحرب مع فرنسا.
من 1798 إلى 1800، engaded فرنسا والولايات المتحدة في شبه حرب، حرب غير معلنة البحرية. قبل الحرب، كان قد أثار غضب فرنسا حول تجارة الولايات المتحدة مع بريطانيا، ورفض لتسديد ديون الحرب من الثورة على أساس أن المستحقة لهم التاج الفرنسي، وفرنسا لا الثوري. بدأت السفن الفرنسية الاستيلاء على السفن التجارية الأميركية التداول مع بريطانيا، الأمر الذي يلحق خسائر كبيرة على الشحن البحري الأميركي. نتيجة لذلك، خاضت الولايات المتحدة البحرية سلسلة من الاشتباكات البحرية ناجحة إلى حد كبير مع الفرنسيين. بحلول خريف عام 1800، كانت البحرية الأميركية وسلاح البحرية الملكي خفض أنشطة السفن المسلحة الفرنسية والسفن الحربية.
الثورة الفرنسية، في القضاء على العديد من ضباط النسب النبيل (من بينهم تشارلز ديستان)، ولكن كل شلت البحرية الفرنسية. جهود لجعله قوة قوية تحت حكم نابليون الأول تبددت بسبب وفاة لاتوش تريفيل في عام 1804، ومعركة الطرف الأغر عام 1805، حيث البريطانيون ولكن جميع يباد مجتمعة الفرنسية الأسبانية الأسطول. كارثة مضمونة تفوق البحرية البريطانية في جميع أنحاء الحروب النابليونية، وحتى الحرب العالمية الثانية.
في عام 1810 فاز في البحرية الفرنسية فوزا مهما ضد البريطانيين خلال حروب نابليون، ومعركة ميناء الكبير، وهو عمل فرقاطة في المحيط الهندي التي فاز بها الاميرال فيكتور غي Duperré.
أثبتت البحرية الفرنسية رديئة في التكتيكات للبحرية الملكية في جميع أنحاء الحروب النابليونية. كانت البحرية الفرنسية، وحتى مع مساعدة من القوات البحرية المتحالفة، أصغر: في عام 1812، والبحرية الملكية، ويتألف من 600 طرادات وبعض السفن الصغيرة، وكان حجم ما تبقى من القوات البحرية في العالم مجتمعة. خلال الحروب النابليونية، انتهى معظم التعاقدات مع البريطانيين في الهزيمة. بين 1793 و1812، خسر 377 سفن البحرية الفرنسية للبريطانيين، في حين أن بريطانيا فقدت 10 سفن. في أربعة عشر التعاقدات الكبرى بين 1794 و1806، عانت من البحرية الفرنسية 23000 ضحية في حين أن البحرية الملكية 7000 عانى اصابات. كانت واحدة في أربع اصابات بين البريطانيين وفاة، في حين أن أكثر من نصف الفرنسيين. كانت أرقام الخسائر غير المتوازنة يرجع ذلك إلى حقيقة أن الفرنسيين سعت إلى تعطيل وأسر سفن العدو، في حين أن بريطانيا تسعى إلى قتل أو جرح طواقمها بندقية العدو. وقال المدافع الفرنسي لإطلاق النار كما بدأت السفينة لتصل لفة، وإطلاق النار عالية لتعطيل الصواري، الساريات، وتزوير. كانت تدرس طواقم البندقية البريطانية لإطلاق النار على لفة إلى أسفل، وإلى إطلاق النار مباشرة على بدن السفينة. [6] وكانت البحرية الفرنسية غير قادرة على منع الحصار البحري البريطاني في فرنسا خلال الحروب النابليونية، وقضى معظم فترة الحرب المحاصر في الميناء.

### إحياء القرن 19

#### التدخلات العالمية
في خطاب ألقاه في عام 1852، أعلن نابليون الثالث الشهيرة: «إن الإمبراطورية يعني السلام» («L' الإمبراطورية، c'est لا بيه»)، ولكن في الواقع انه كان مصمما جيدا على اتباع سياسة خارجية قوية لتوسيع السلطة في فرنسا والمجد. حول ذلك الوقت، كان متورطا في البحرية الفرنسية في العديد من الأعمال في جميع أنحاء العالم.

##### أوقيانوسيا (يوليو الملكي)
في عام 1842، اتخذت القوات البحرية الفرنسية على تاهيتي تحت هابيل Thouars الاميرال Dupetit أوبيرت. هذا النشاط الفرنسي في تلك الأجزاء تستمر طوال القرن 19، وابن أخيه هابيل نيكولا Bergasse Dupetit Thouars ذهب على تهدئة الأوضاع في جزر الماركيز في عام 1880.

##### وحرب القرم
قاد التحدي نابليون الثالث للمطالبات روسيا لنفوذها في الدولة العثمانية إلى فرنسا المشاركة الناجحة في حرب القرم (مارس 1854، مارس 1856). خلال هذه الحرب نابليون بنجاح تأسيس تحالف الفرنسية مع بريطانيا، والتي استمرت إلى ما بعد إغلاق الحرب.

##### غزو Cochinchina
اتخذ نابليون الثالث في الخطوات الأولى لتأسيس نفوذ فرنسا الاستعمارية في الهند الصينية. وافق على إطلاق الحملة Cochinchina في عام 1858 لمعاقبة الفيتنامية لسوء المعاملة من المبشرين الكاثوليك الفرنسيين وقوة المحكمة لقبول الوجود الفرنسي في البلاد. كان عاملا مهما في قراره الاعتقاد بأن فرنسا يمكن ان يصبح قوة من الدرجة الثانية من خلال عدم توسيع نفوذها في شرق آسيا. أيضا، كانت الفكرة ان فرنسا لديها مهمة حضارية الانتشار. هذا أدى في النهاية إلى غزو كامل في 1861. قبل 1862 كانت الحرب على فيتنام وسلم ثلاث محافظات في الجنوب، ودعا من جانب الصين وكوشين الفرنسية، فتح ثلاثة منافذ للتجارة الفرنسية، ويسمح بحرية مرور السفن الحربية الفرنسية إلى كمبوديا (والذي أدى إلى الحماية الفرنسية على كمبوديا في 1867) وسمح بحرية العمل من أجل المبشرين الفرنسيين وأعطى فرنسا على تعويض كبير لتغطية تكاليف الحرب.

##### حرب الافيون الثانية
في الصين، اتخذت فرنسا المشاركة في حرب الافيون الثانية جنبا إلى جنب مع بريطانيا، في عام 1860 ودخلت القوات الفرنسية في بكين. واضطرت الصين للتنازل عن مزيد من الحقوق التجارية والسماح بحرية الملاحة لنهر اليانغتسى، وإعطاء الحقوق المدنية الكاملة والحرية الدينية للمسيحيين، وتعطي فرنسا وبريطانيا على تعويض ضخمة. تعيين هذا إلى جانب التدخل في فيتنام المسرح لمزيد من النفوذ الفرنسي في الصين المؤدية إلى منطقة نفوذ على أجزاء من جنوب الصين.

##### المكسيك
أجرت القوات البحرية الفرنسية حصار ناجحة للمكسيك في الحرب حلوى من 1838. ثم كانت متورطة بشدة في التدخل الفرنسي في المكسيك (يناير 1862، مارس 1867). المخطط نابليون الثالث، وذلك باستخدام ذريعة رفض الجمهورية المكسيكية لتسديد ديونه الخارجية، والعمل على تأسيس مجال الفرنسية من النفوذ في أميركا الشمالية من خلال خلق الملكية الفرنسية المدعومة في المكسيك، وهو المشروع الذي كان مدعوما من قبل المحافظين المكسيكي تعبت من المضاد لرجال الدين الجمهورية المكسيكية.

##### كوريا واليابان
في عام 1866، اتخذت القوات البحرية الفرنسية في اطار الحملة الفرنسية ضد كوريا. البحرية الفرنسية كما كان له حضور كبير في اليابان مع قصف شيمونوسيكي في عام 1863. في 1867-1868، واستمر مستوى معين من الوجود في اليابان حول أعمال البعثة العسكرية الفرنسية إلى اليابان، وحرب Boshin اللاحقة.

##### الحرب الصينية الفرنسية
وصل إلى إسقاط السلطة البحرية الفرنسية في منطقة الشرق الأقصى بلغت ذروتها في النصف الأول من 1880s. الشرق الأقصى سرب (escadre DE L' المتطرف المشرق)، والتجمع بحرية استثنائية من اثنين (ثلاثة في وقت لاحق) الانقسامات البحرية تحت قيادة الاميرال أميدي كوربيه التي أنشئت لمدة الحرب الصينية الفرنسية (أغسطس 1884-1885 أبريل)، رأى عمل كبير خلال الحرب على طول ساحل الصين والبحار المحيطة فورموزا (تايوان). بالإضافة إلى طمس تقريبا الأسطول فوجيان الصيني في معركة فوتشو (23 آب أغسطس 1884)، اتخذ سرب جزء في القصف والهبوط في كيلونغ وTamsui (5 و6 أغسطس 1884 و1-8 أكتوبر 1884)، والحصار المفروض على فورموزا (أكتوبر 1884 إلى أبريل 1885)، ومعركة Shipu (14 فبراير 1885)، في معركة ما يسمى تشنهاي (1 مارس 1885)، والحملة بيسكادورس (مارس 1885) و«الحصار الأرز» لنهر اليانغتسى (مارس.-يونيو. 1885).

##### الابتكارات التكنولوجية (القرن 19)
في القرن التاسع عشر، استعادت القوات البحرية، وأصبح يمكن القول إن أفضل الثاني في العالم بعد أن البحرية الملكية، وإن كان أصغر بكثير جدا. وأحاطت القوات البحرية الفرنسية، وتتوق لتحدي الهيمنة البحرية البريطانية، دورا قياديا في العديد من مجالات التنمية سفينة حربية، مع إدخال التكنولوجيات الجديدة.
قادت فرنسا في تطوير قذيفة المدافع للقوات البحرية، مع اختراع من قبل هنري جوزيف Paixhans
في عام 1850، أصبح نابليون لو first حربية تعمل بالطاقة البخارية في التاريخ.
وأصبح لا Gloire المبحرة first مدرع في التاريخ عندما أطلقت في عام 1859.
في عام 1863، أطلقت القوات البحرية الفرنسية Plongeur، وأول غواصة في العالم أن يكون الدفع بواسطة الطاقة الميكانيكية.
في عام 1876، أصبح أول Redoutable الصلب مقشر سفينة حربية من أي وقت مضى.
في عام 1887، أصبحت دي لومي ديبوي طراد في العالم المدرعة الأولى.
البحرية الفرنسية وأصبح أيضا من المؤيدين لمذهب النشطة «جين المدرسة»، داعيا إلى سفن حربية صغيرة ولكنها قوية باستخدام الطوربيدات والمدافع قذيفة لمهاجمة الأسطول البريطاني.
سفينة حربية فرنسية أثبتت البناء جذابة في اليابان الصناعية الحديثة، وعندما دعي المهندس الفرنسي إميل بيرتن للمساعدة في تصميم السفن الحربية للقوات البحرية الإمبراطورية اليابانية.

### القرن 20
تباطأت في تطوير القوات البحرية الفرنسية عليها في بداية القرن 20 وسباق التسلح البحري بين ألمانيا وبريطانيا العظمى نبت في شدتها. نتيجة لذلك، وكان يفوق عدد ليس فقط من قبل البحرية الملكية ولكن أيضا من قبل البحرية الألمانية والولايات المتحدة إمبراطورية بحرية، والتي كانت أيضا متفوقة تقنيا. كان قد فات لوضع برامج جديدة البوارج والطرادات، dreadnoughts الخفيفة ودخولها الحرب العالمية الأولى مع السفن الحديثة قليلة نسبيا.
انتهت الودى الفترة التي كان ينظر إلى بريطانيا على انها عدو محتمل، مما يقلل من الحاجة لقوة بحرية قوية. وإن لم يكن هناك تحالف عسكري رسمي، كان هناك اتفاق في الواقع ان فرنسا سوف تلعب دورا رائدا في منطقة البحر المتوسط وبريطانيا وحماية الساحل الشمالي لفرنسا ضد هجوم ألماني محتمل. خلال الحرب، كان الجهد الرئيسي على الأراضي الفرنسية، وليس ذلك تم بناء سفن حربية جديدة كثيرة.
كانت المهمة الأولى للمعركة أسراب البحر الأبيض المتوسط لمرافقة سفن نقل تقل جنودا من شمال إفريقيا الفرنسي إلى فرنسا للانضمام إلى معركة المارن. بحلول نهاية آب 1914، وكانت البوارج الفرنسية، وطرادات ومدمرات وغواصات بدوريات في البحر الادرياتيكي لمنع أي هجمات من قبل البحرية النمساوية المجرية. وأجريت العمليات الأكثر أهمية في البحرية الفرنسية خلال حملة الدردنيل. البحرية الفرنسية لعبت أيضا دورا هاما في مكافحة ألمانيا U - قوارب الحملة، مع سفن حربية تقوم بدوريات في البحار ومرافقة القوافل. في ديسمبر 1916، وصلت سفينة حربية فرنسية قبالة اليونان، أثينا قصف والبحارة الهبوط، مما اضطر الحكومة الموالية للالألمانية اليونانية لتغيير سياساتها. تم ضبط عدد من السفن الحربية للبحرية اليونانية وكلفت في البحرية الفرنسية، ولعب في وقت لاحق جزءا هاما في الحملة المناهضة - U - القوارب. وكانت الخسائر التي لحقت أهم البحرية الفرنسية خلال الحرب المستمرة منذ ثلاثة قبل البوارج المدرعة البحرية، واحد شبه المدرعة البحرية، وأربعة طرادات مدرعة واحدة الطراد المحمية، ومدمرات الإثني عشر، والغواصات أربعة عشر. [7]
وهناك عدد من السفن الرئيسية للبحرية الفرنسية في [8] الفاشية / نهاية الحرب العالمية الأولى
المدرعة البحرية البوارج: 07/04
قبل البوارج المدرعة البحرية: 17/13
طرادات مدرعة: 22/18
محمية الطرادات: 13/12
المدمرات: 35/42 (النزوح أكثر من 500 طن)
زوارق الطوربيد: 180/164
الغواصات: 50/61

#### أول بروتو حاملة الطائرات
أدى اختراع طائرة مائية في عام 1910 مع مصطنع لو فرنسي إلى أقرب تطوير السفن المصممة لحمل الطائرات، ولو مجهزة يطفو. في عام 1911 يظهر ان البحرية الفرنسية لا فودري، الناقل طائرة مائية الأولى. كما أنها كلفت مناقصة طائرة مائية، وحملت طائرات مجهزة تعويم تحت حظائر على السطح الرئيسي، من حيث أنها خفضت على البحر مع رافعة. لا تعديل لمزيد من فودري في نوفمبر 1913 مع سطح السفينة 10 متر مسطح لإطلاق الطائرات المائية لها. [9]
على الرغم من مقترحات أدر المخترع الفرنسي كليمان في عام 1909 لبناء السفن مع سطح مستو لتشغيل الطائرات في البحر، على غرار حاملات الطائرات الحديثة، التي بنيت في البحرية الفرنسية حاملة الطائرات الأولى فقط في 1920s ولم تذهب أبعد من ذلك في البلدان النامية حاملات الطائرات قبل الحرب العالمية الثانية. في عام 1920، حقق بول Teste هبوط أول شركة طيران في تاريخ القوات البحرية الفرنسية، على متن BEARN.

#### بناء الأسطول ما بين الحربين العالميتين
بعد الحرب العالمية الأولى، ظلت القوات البحرية الفرنسية في المرتبة الرابعة في العالم، بعد القوات البحرية البريطانية والأمريكية واليابانية، ولكن القوات البحرية الإيطالية، التي تعتبر العدو الرئيسي، وكان تقريبا كما كبيرة واحدة الفرنسية. عوقب هذا الأمر أساطيل، مع البحرية الفرنسية متساوية للبحرية الإيطالية، بموجب معاهدة 1922 واشنطن البحرية. كل أسطول بحري يتكون من مجموعة متنوعة من السفن ذات الأحجام المختلفة، وليس لديها موارد أسطول بما يكفي لجعل كل سفينة العليا في فئتها. ومع ذلك، فإن البلدان المختلفة تسعى إلى التفوق في فصول معينة. بين الحربين العالميتين، كان الأسطول الفرنسي ملحوظا في مبناها أعداد صغيرة من السفن التي كانت «فوق رأس» مع نظرائهم يتعلق من القوى الأخرى.
على سبيل المثال، اختارت الفرنسية لبناء «فائقة مدمرات» التي اعتبرت خلال الحرب العالمية الثانية من قبل الحلفاء باعتباره معادلا للطرادات خفيفة. الطبقة Fantasque المدمرة لا تزال فئة الأسرع في العالم المدمرة. كانت الغواصة Surcouf أكبر وأقوى من يومه. كانت البوارج فئة دنكرك، والمصممة خصيصا لمحاربة البوارج الألمانية جيب يسمى، على الرغم من صغر حجمها نسبيا، والتصميمات متوازنة جدا والسلائف جيل حربية سريعة جديدة في العالم. تعتبر ريشيليو فئة كاملة الحجم البوارج بعض الخبراء مثل البوارج أنجح بنيت تحت الحدود تشريد معاهدة واشنطن في العالم. [10]
الرئيسية السفن التابعة للبحرية الفرنسية في بداية الهجوم الألماني مايو 1940 : [11]
البوارج الحديثة: 3
العمر البوارج - dreadnoughts : 5 (بريتان، بروفانس، لورين وباريس وكوربيه)
حاملات الطائرات: 1 (BEARN، والمخطط واحد)
حاملات الطائرات المائية: 1
طرادات ثقيلة: 10
الطرادات الخفيفة: 10
المدمرات الكبيرة: 32 (كونتر - Torpilleurs)
المدمرات: 38
الغواصات: 80 (واثنين من عشرة في مراحل مختلفة من الإنجاز)
سلوبات والمرافقين: 65 (مع ما يزيد على عشرين في مراحل مختلفة من الإنجاز، وعدة في الاحتياط)
وبصرف النظر عن هذه، كان هناك حديث حربية متقدمة في البناء، وبارجة ثانية، وحاملة طائرات وغواصات ومدمرات عدة عديدة كانت في مراحل مختلفة من البناء.

## معرض

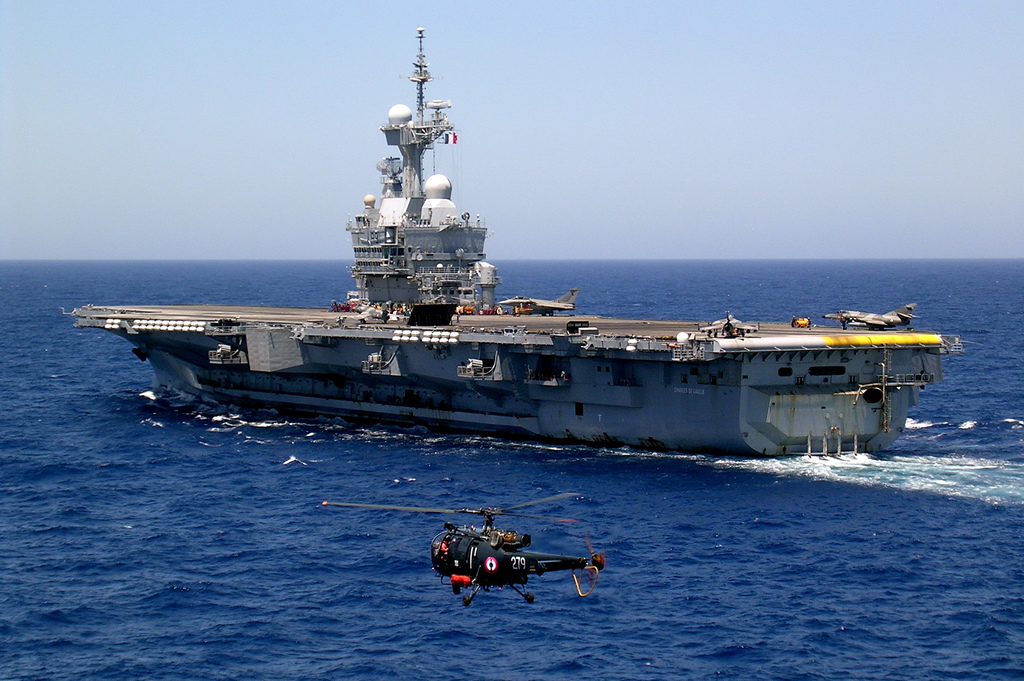
Aircraft carrier شارل ديغول (حاملة طائرات)
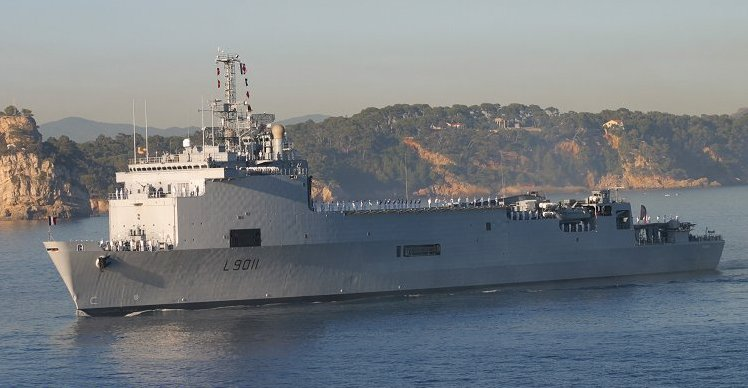
LPD برق
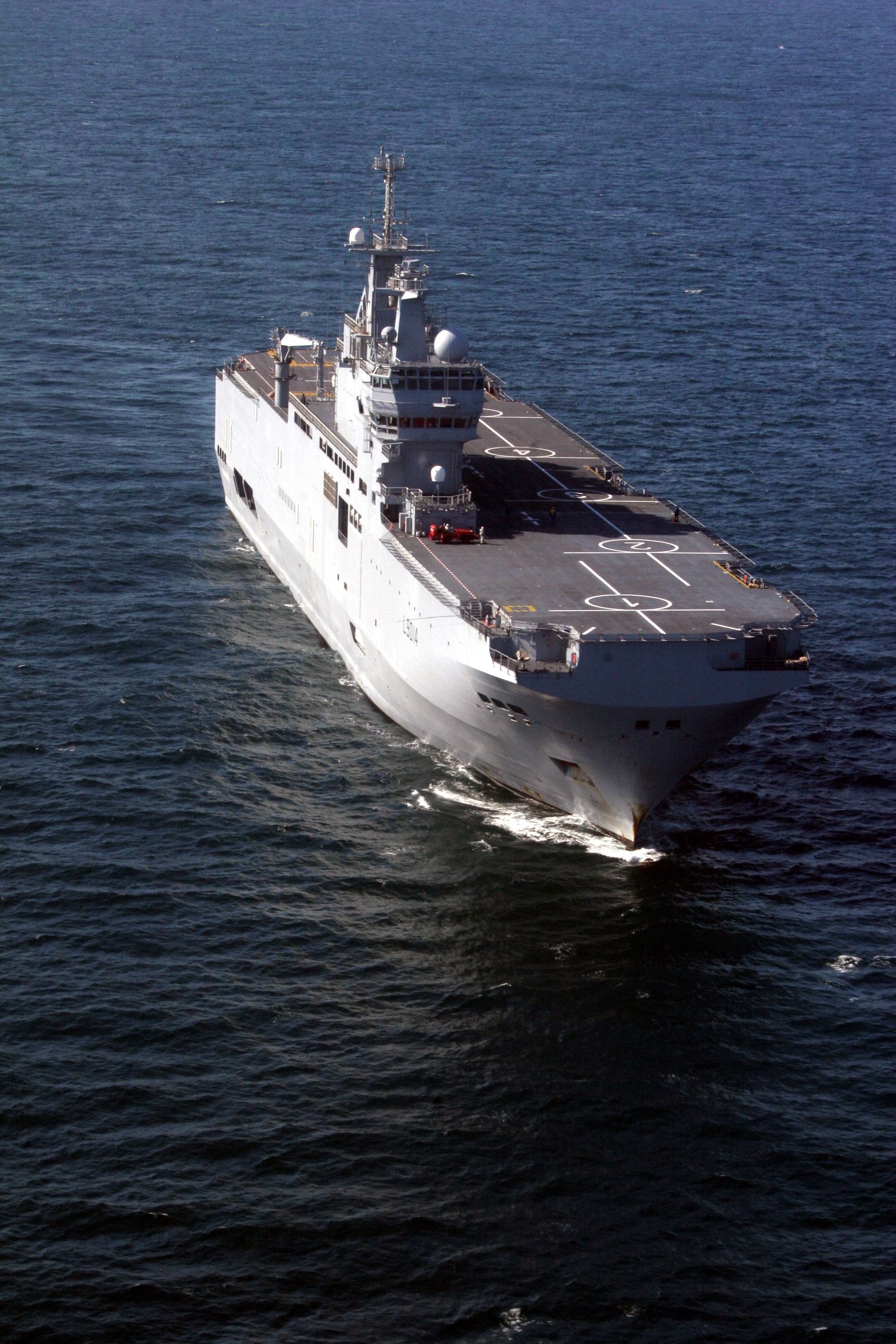
amphibious assault ship Tonnerre
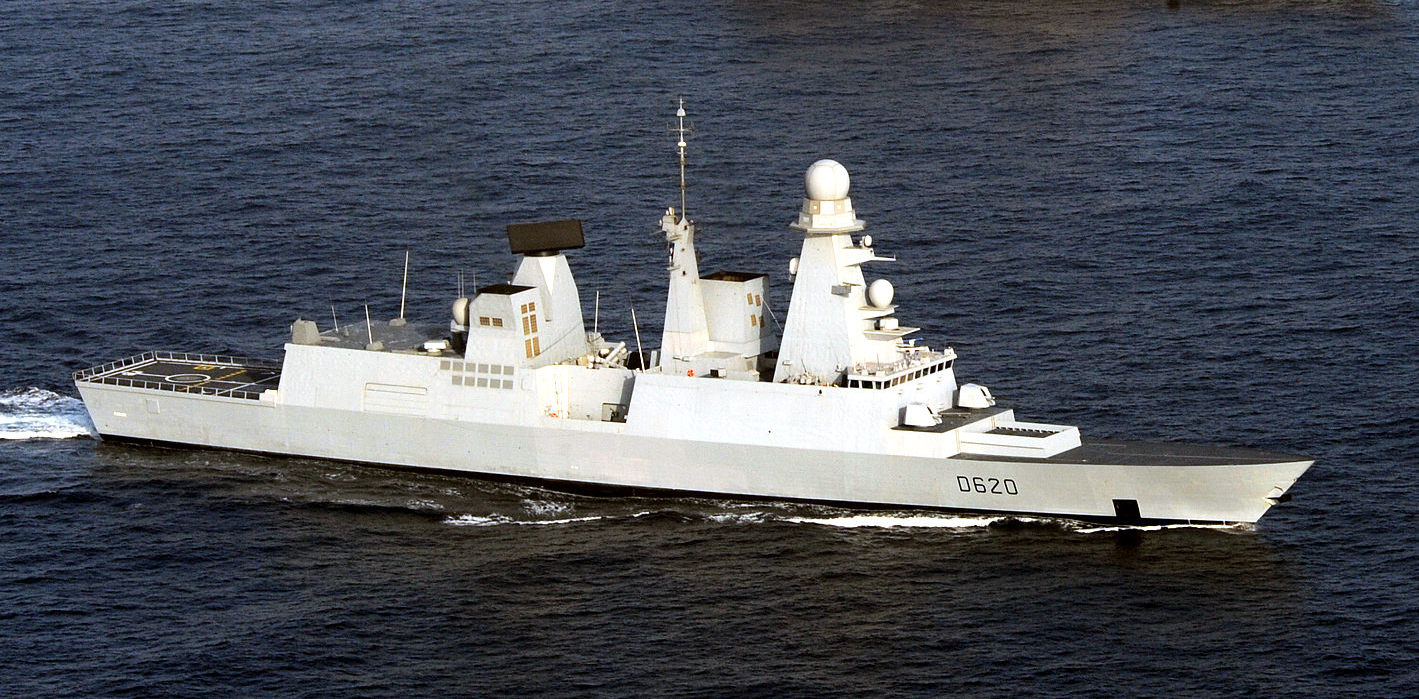
Air defence frigate Forbin
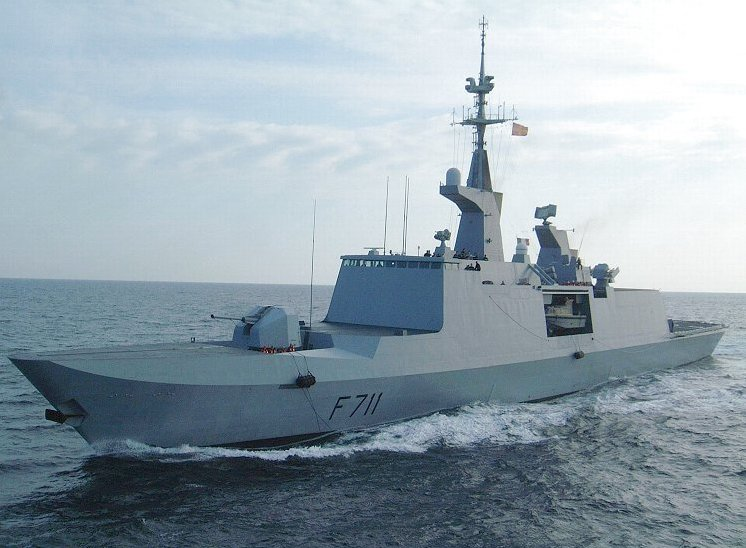
Frigate Surcouf
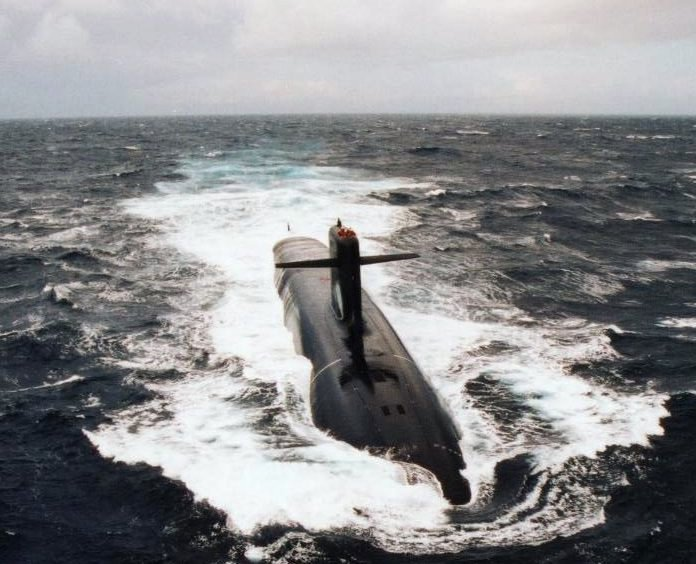
SNLE-NG Téméraire
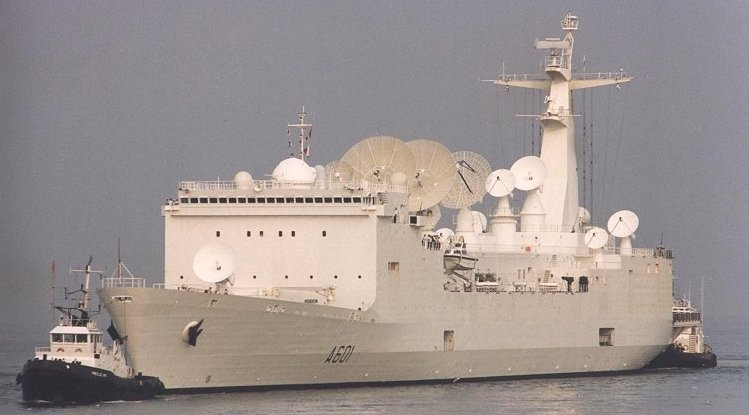
Missile tracking ship Monge
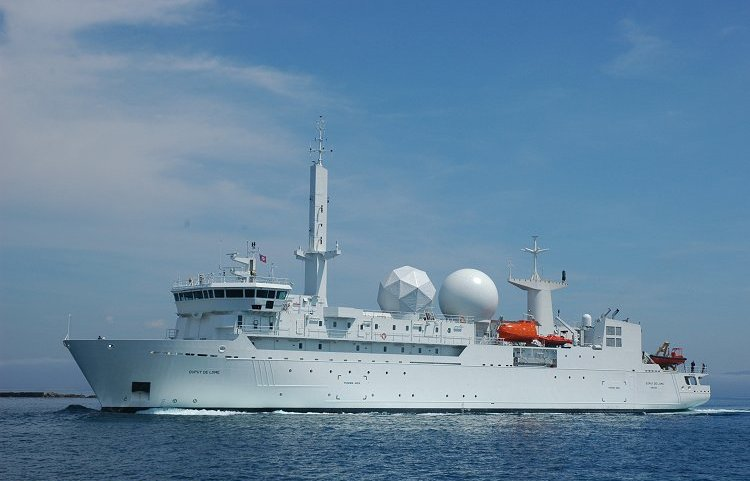
Signal and communication intelligence ship Dupuy de Lôme  [لغات أخرى]‏
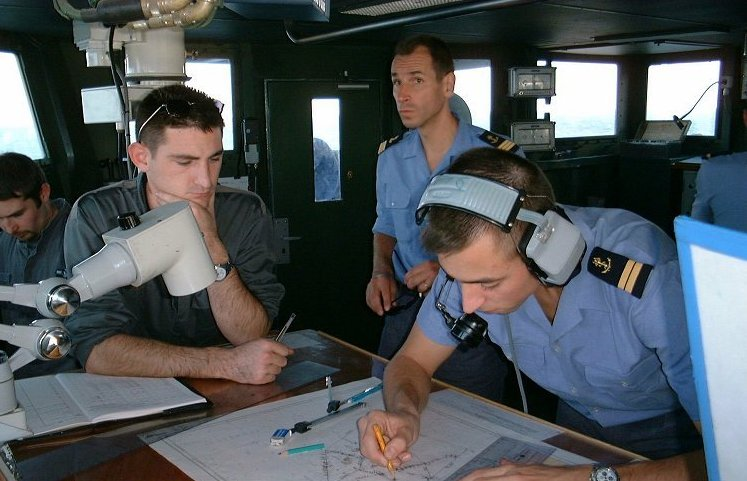
Navy officers on the bridge of the frigate La Motte-Picquet  [لغات أخرى]‏
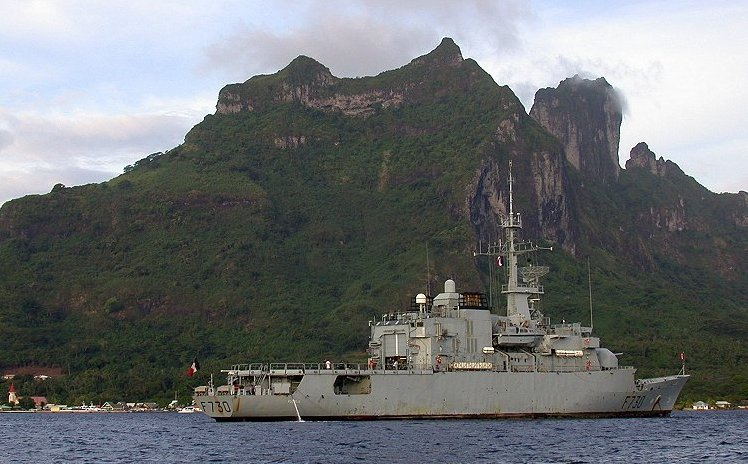
The French frigate Floréal, stationed in بورا بورا lagoon (in بولينزيا الفرنسية).
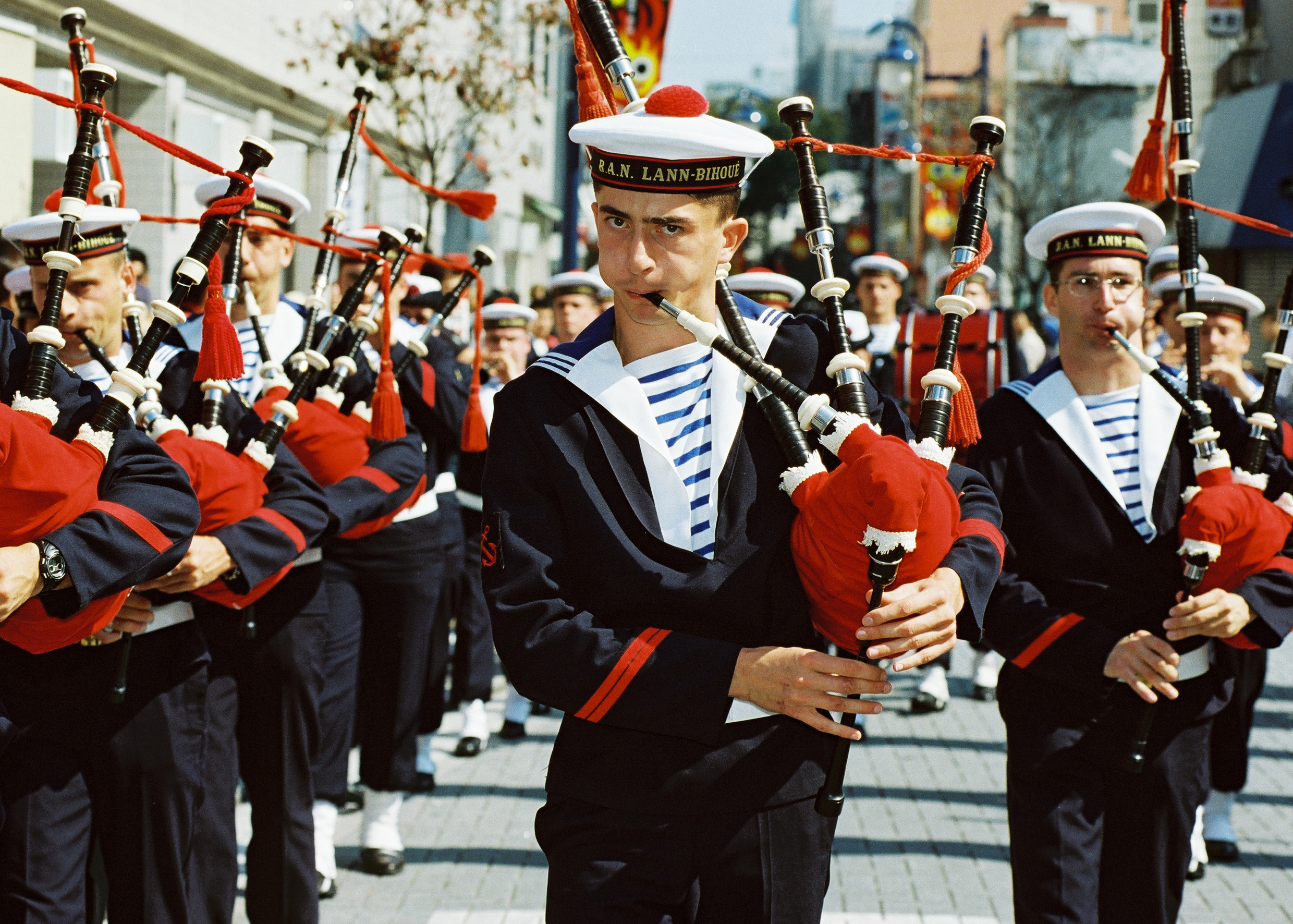
The French Navy bagpipe band Bagad de Lann Bihoué

## مزيد من القراءة
- Randier، Jean (2006). La Royale: L'histoire illustrée de la Marine nationale française. ISBN:9782352610229.
- Maria Petringa, Brazza, A Life for Africa, Bloomington, IN: AuthorHouse, 2006. ISBN 978-1-4259-1198-0. A biography of French naval officer, explorer of Africa, and human rights activist بيير سافورنيا دو برازا، including a detailed description of his years on the training ship Borda, and his experiences at the French Ministry of the Navy on rue Royale, in Paris.